# Лінза (форма залягання гірських порід)

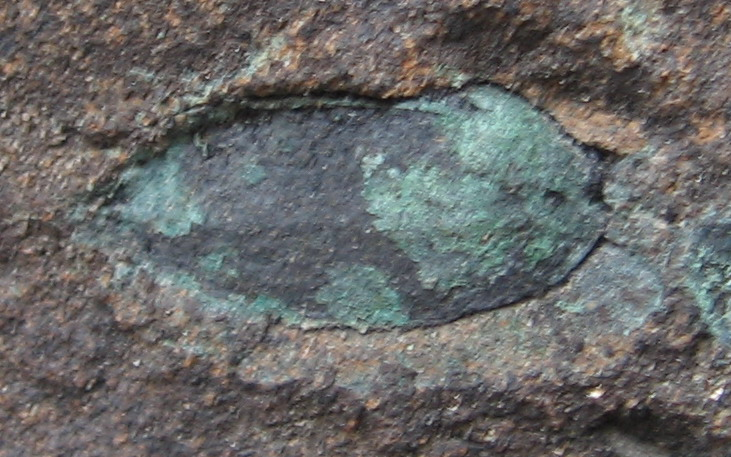
Лінза мідної руди з давнього рудника «Картамиш», що на Донбасі.

Лінза (рос. линза, англ. lens, lense, lenticle, lentil; нім. Linse f , Gesteinslinse f) – в геології – форма залягання гірських порід. 
Лінза – овальне чи округле мінеральне тіло невеликої потужності (до кількох метрів), яке виклинюється у всіх напрямках. Має найбільшу товщину в середній частині. 
Лінза – скупчення мінералів, яке за формою нагадує сочевицю. 

## Інтернет-ресурси
- linse/geologi [Архівовано 26 грудня 2013 у Wayback Machine.]